# André Tota
André Tota (ur. 9 grudnia 1950 w Briey) – francuski piłkarz polskiego pochodzenia.

## Życiorys

### Kariera
W latach 1971–79 brał udział w 173. meczach w pierwszej lidze, w których zdobył 40 bramek dla FC Metz. Potem spędził trzy sezony w Troyes AF (1975-78), gdzie rozgrywał swoje najlepsze lata kariery. Następnie spędził jeden sezon w Girondins Bordeaux (1978-79) przed zakończeniem jego kariery w Division II w Toulouse FC (1979-1983), a później w Association sportive de Strasbourg w Strasburgu (1983-84).

### Życie prywatne
Był żonaty z Brigitte, z którą ma dwóch synów: Juliena i Matthieu (ur. 26 września 1985 w Strasburgu), który został piosenkarzem, tancerzem i kompozytorem. W roku 1998 doszło do rozwodu.

## Kariera piłkarska
- 1971–1976: FC Metz, Francja
- 1975–1977: Troyes AF, Francja
- 1977–1979: Girondins Bordeaux, Francja
- 1983–1984: Toulouse FC, Francja